# Sains-lès-Marquion
Sains-lès-Marquion é uma comuna francesa na região administrativa de Altos da França, no departamento de Pas-de-Calais. Estende-se por uma área de 6,26 km². Em 2010 a comuna tinha 328 habitantes (densidade: 52,4 hab./km²).